# Малые Круговичи
Ма́лые Круго́вичи (бел. Малы́я Круго́вічы) — деревня в Ганцевичском районе Брестской области Белоруссии, в составе Огаревичского сельсовета. Население — 123 человека (2019).

## География
Малые Круговичи находятся в 12 км к востоку от Ганцевичей и в 8 км к западу от водохранилища Локтыши. К югу лежит деревня Большие Круговичи. Через деревню проходит местная автодорога Куково — Малые Круговичи — Большие Круговичи. Местность принадлежит бассейну Днепра, рядом с деревней есть сеть мелиоративных канав со стоком в Цну. Ближайшая ж/д станция — в Ганцевичах (линия Барановичи — Лунинец).

## Инфраструктура
Расположены Дом социально-культурных услуг, магазин

## Достопримечательности
- Три курганных могильника. Расположены в 500 м к юго-востоку от деревни, в 2,5 км к западу от деревни и в 1,5 км к юго-западу от деревни. Один из могильников раскопан, найдены глиняная посуда, железные изделия[3]. Могильники относятся к XI—XII столетию, включены в Государственный список историко-культурных ценностей Республики Беларусь[4].
- Памятный знак на месте дома, где родился и вырос поэт В. К. Гордей (2017 г.)

## Известные уроженцы
- Иосиф Иосифович Ровинский (1943 —) — Полный кавалер ордена Трудовой Славы
- Виктор Константинович Гордей (19.08.1946 — 23.01.2025) — белорусский поэт, прозаик, переводчик. Член Союза писателей Беларуси. Лауреат Литературной премии имени Ивана Мележа. Лауреат литературной премии «Залаты купідон». Его именем названа одна из улиц в д. Малые Круговичи (1996 г.)